# 宇宙の王者! ゴッドマーズ
「宇宙の王者! ゴッドマーズ」（うちゅうのおうじゃ! ゴッドマーズ）は、樋浦一帆のシングル。1981年にキングレコード（スターチャイルドレーベル）から発売された。型番はK06S-3023。

## 解説
表題曲「宇宙の王者! ゴッドマーズ」は、テレビアニメ『六神合体ゴッドマーズ』のオープニングテーマとして使用された。カップリングには、同じく樋浦一帆が歌う同作エンディングテーマ「愛の金字塔」が収録されている。

## 収録曲
- 全曲作詞：三浦徳子／作曲：小田裕一郎／編曲：若草恵

1. 宇宙の王者! ゴッドマーズ - 3:25
2. 愛の金字塔 - 3:53

## カバー
下記のほか、『六神合体ゴッドマーズ』で明神タケルを演じた水島裕やスーパーロボット魂などのイベントでも他の歌手（MIQ、堀江美都子）が「宇宙の王者! ゴッドマーズ」や「愛の金字塔」などの楽曲を歌っている。
『テレビ映画ヒット主題歌集』（ORF-3003、1982年発売）
おぼたけし - オレンジハウス・レコード（徳間ジャパンコミュニケーションズ）による「宇宙の王者! ゴッドマーズ」のカバーを収録。
『水木一郎 アニメベストコレクション』（CQ-7074、1982年10月発売）などに収録。
水木一郎 - コロムビアレコード（日本コロムビア）による「宇宙の王者! ゴッドマーズ」のカバーを収録。
『超時空要塞マクロス コブラ 人気アニメ主題歌集』（JBX-2029、1982年発売）などに収録。
宮内良 - ビクターレコード（ビクターエンタテインメント）による「宇宙の王者! ゴッドマーズ」のカバーを収録。
『アニメタル・マラソン IV』（CTCR-14177、2001年9月12日発売）
アニメタル - cutting edge（エイベックス・ミュージック・クリエイティヴ）による「宇宙の王者! ゴッドマーズ」のカバーを収録。
『新・百歌声爛II-男性声優編-』（ESCL-3812、2012年2月8日発売）
杉山紀彰 - エピックレコードジャパン（ソニー・ミュージックレーベルズ）による「宇宙の王者! ゴッドマーズ」のカバーを収録。